# Маркес Гомес, Кристиано
Кристиано Маркес Гомес (порт. Cristiano Marques Gomes; род. 3 июня 1977, Гуарульюс, Сан-Паулу), более известный под именем Крис (порт. Cris) — бразильский футболист, защитник, футбольный тренер.

## Карьера
Крис начал карьеру в клубе «Коринтианс» в 1995 году и выиграл с клубом два чемпионата штата Сан-Паулу, Кубок и чемпионат Бразилии. В 1999 году он перешёл в клуб «Крузейро» и выступал за этот клуб 5 лет. С «Крузейро» Крис выиграл Кубок и чемпионат Бразилии, а также дебютировал в составе национальной сборной. В декабре 2002 года Крис был арендован немецким клубом «Байер-04» за 800 тысяч евро, однако не смог завоевать место в составе команды, проведя лишь 6 игр. Он возвратился в «Крузейро» и провёл в клубе ещё 2 сезона, в одном из которых команда выиграла чемпионат штата Минас-Жерайс.
В августе 2004 года Крис перешёл в клуб «Лион», заплативший за трансфер защитника 3,5 млн евро. Уйти в «Лион» Крису пришлось из-за 6-месячной дисквалификации, наложенной на него Бразильской Футбольной Федерацией, за драку на одном из матчей. Во Франции Крис быстро освоился и уже в первый же сезон выиграл чемпионат страны, а также стал обладателем награды France Football чемпионата Франции. По окончании сезона бразилец продлил свой контракт с клубом до 2010 года. В 2007 году Крис стал капитаном «Лиона». 11 августа 2007 года Крис получил травму в матче «Лиона» с «Тулузой», столкнувшись с Юханом Эльмандером, но это не помешало бразильцу во второй раз стать игроком года в чемпионате. 1 марта 2008 года Крис вернулся на поле в матче с «Лиллем».
23 июля 2010 года Крис продлил контракт с «Лионом» до 2013 года.

## Карьера в сборной Бразилии
В составе сборной Бразилии Крис дебютировал 4 апреля 1999 года в матче с США, где бразильцы победили 7:0. Всего в составе сборной он провёл 22 матча.

## Статистика
| Сезон   | Клуб           | Чемпионат  | Чемпионат | Чемпионат | Континент. | Континент. | Континент. | Сборная Бразилии | Сборная Бразилии | Сборная Бразилии |
| Сезон   | Клуб           | Лига       | Игры      | Голы      | Турнир     | Игры       | Голы       |                  |                  |                  |
| ------- | -------------- | ---------- | --------- | --------- | ---------- | ---------- | ---------- | ---------------- | ---------------- | ---------------- |
| Сезон   | Клуб           | Лига       | Игры      | Голы      | Турнир     | Игры       | Голы       | Игры             | Голы             |                  |
| 1995    | Коринтианс     | Серия А    | 2         | -         | -          | -          | -          | -                | -                |                  |
| 1996    | Коринтианс     | Серия А    | -         | -         | -          | -          | -          | -                | -                |                  |
| 1997    | Коринтианс     | Серия А    | 9         | -         | -          | -          | -          | -                | -                |                  |
| 1998    | Коринтианс     | Серия А    | 15        | -         | -          | -          | -          | -                | -                |                  |
| 1999    | Крузейро       | Серия А    | 18        | -         | -          | -          | -          | 2                | -                |                  |
| 2000    | Крузейро       | Серия А    | 22        | 3         | -          | -          | -          | 3                | -                |                  |
| 2001    | Крузейро       | Серия А    | 19        | 3         | -          | -          | -          | 8                | -                |                  |
| 2002    | Крузейро       | Серия А    | 25        | 3         | -          | -          | -          | 3                | 1                |                  |
| 2002/03 | Байер 04       | Бундеслига | 2         | -         | ЛЧ         | 4          | -          | -                | -                |                  |
| 2003    | Крузейро       | Серия А    | 31        | 3         | -          | -          | -          | -                | -                |                  |
| 2004    | Крузейро       | Серия А    | 13        | 1         | -          | -          | -          | 5                | -                |                  |
| 2004/05 | Олимпик (Лион) | Лига 1     | 33        | 3         | ЛЧ         | 9          | 2          | -                | -                |                  |
| 2005/06 | Олимпик (Лион) | Лига 1     | 36        | 3         | ЛЧ         | 10         | 1          | 1                | -                |                  |
| 2006/07 | Олимпик (Лион) | Лига 1     | 32        | 4         | ЛЧ         | 7          | -          | -                | -                |                  |
| 2007/08 | Олимпик (Лион) | Лига 1     | 13        | 1         | ЛЧ         | 1          | 0          | -                | -                |                  |
| 2008/09 | Олимпик (Лион) | Лига 1     | 32        | 2         | ЛЧ         | 6          | 0          | -                | -                |                  |

## Достижения
«Коринтианс»
- Чемпион штата Сан-Паулу (2): 1995, 1997
- Обладатель Кубка Бразилии: 1995
- Чемпион Бразилии: 1998

«Крузейро»
- Чемпион штата Минас-Жерайс: 2004
- Чемпион Бразилии: 2003
- Обладатель Кубка Бразилии: 2000
- Обладатель Кубка Сул-Минас: 2001

«Олимпик» (Лион)
- Чемпион Франции (4): 2004/05, 2005/06, 2006/07, 2007/08
- Обладатель Суперкубка Франции (4): 2005, 2006, 2007, 2012
- Обладатель Кубка Франции (2): 2007/08, 2011/12

«Галатасарай»
- Чемпион Турции: 2012/2013

Сборная Бразилии
- Обладатель Кубка Америки: 2004

Личные
- Обладатель «Серебряного мяча» Бразилии: 2000